# Hazugság

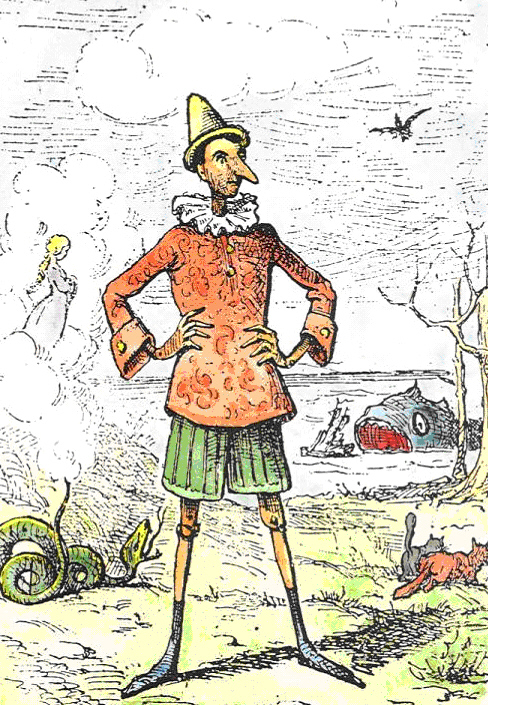
A magányos fafaragó Dzsepetto fabábuját, Pinokkiót a jótündér életre keltette és arra figyelmeztette, ha hazudik, akkor megnő az orra.

A hazugság valótlanság állítása más(ok) vagy önmagunk félrevezetése céljából. A vallások a hazugságot bűnnek tekintik. Az általános etikai normák szerint is elitélendő a hazugság, hiszen huzamosabb ideig nem tudna fennmaradni az olyan emberi közösség, 
amelynek tagjai legalább a mindennapi élet alaphelyzeteiben nem bíznak az egymással folytatott kommunikáció hitelességében.Alexandriai Kelemen ókori keresztény filozófus szerint a hazugság megengedhető, ha felebarátunk hasznára van.
Hazugság az igazság elhallgatása, elferdítése, illetve a valótlanság állítása megtévesztés céljából. A szándékosság fontos tényező, így megkülönböztethető a tévedéstől.

## A Pallas nagy lexikonának meghatározása
A hazugság annyi mint tudva, akár szóval, akár csak valami jellel, másnak megtévesztése céljából annak ellenkezőjét mondani, amit igaznak tudunk. A hazug tehát igazat is mondhat, ti. ha az, amit ő nem igaznak tart, véletlenül mégis igaz. 
A képmutató is, más érzelmeket mutatván, mint amelyeket tényleg érez, hazudik. Aki másban szándékosan, ha nem is határozott szavak segítségével, de jellel, kétértelműséggel, tartózkodással stb. oly véleményt kelt, mely azzal, amit igaznak tud és tart, ellenkezik, ugyancsak hazudik. A hazugság fogalmának ilyetén meghatározásától különbözik a hazugság erkölcsi megítélése. Nem minden hazugság egyféle erkölcsi megítélés alá esik. Megengedett hazugságnak mondjuk, mikor valaki, hogy sokkal nagyobb bajt mástól vagy magától elhárítson, anélkül, hogy ezzel másban kárt tesz, hazudik. 
Mindenesetre tekintetbe veendő, mily motivumból, mily célból történik a hazugság és mily hatása van. Ha a motivum, a cél s a hatás erkölcsileg helyes, akkor a hazugságot sem lehet elítélni. Minthogy a társadalmi életben az erkölcsi konfliktusok elkerülhetetlenek, az erkölcsi tapintatnak gondosan kell az egész tényállást mérlegelni. Erkölcsi rigoristák, mint Kant, Fichte, mindennemű hazugságot eltiltanak. Kant azt az elvet követte, hogy nem kell mindent, ami igaz, megmondani; de minden, amit mondunk, igaz legyen.

## A hazugság fogalmának modern értelmezése
Sissela Bok írónő írja A hazugság című könyvében: az igazságnak nem a hazugság az ellentéte, hanem a valótlanság; ekkép a hazugság ellentéte pedig az őszinteség.

## Külső hivatkozások
Magyar László András: Hazugságtipológiák
hazugsag.index.hu
Hazudik a gyerek
Amikor egy férfi hazudik
Miért hazudnak a férfiak, miért sírnak a nők?
Hazugság és az asztrológia